# Gustaw Kirschner
Gustaw Kirschner (ur. 5 stycznia 1873, zm. 28 lutego 1939 we Lwowie) – polski bankowiec, działacz społeczny.

## Życiorys
Urodził się 5 stycznia 1873. Jego krewnymi byli Wacław i Maria Lechman. Ukończył naukę w C. K. II Gimnazjum we Lwowie oraz studia na Wydziale Prawa Uniwersytetu Lwowskiego. Od 1898 pracował w bankowości. Sprawował stanowisko wicedyrektora akcyjnego banku hipotecznego we Lwowie. Był działaczem Ligi Obrony Powietrznej i Przeciwgazowej, przez wiele lat pełnił funkcję skarbnika wojewódzkiego, w 1931 został członkiem zarządu komitetu wojewódzkiego, w 1933 został członkiem komitetu wojewódzkiego LOPP. Był prezesem oddziału konnego TG „Sokół”. Działał także w Polskim Czerwonym Krzyżu, Polskiego Funduszu Wdów i Sierot Wojennych (skarbnik), Związku Opieki nad Żołnierzem Polskim.
Zmarł 28 lutego 1939. Został pochowany na Cmentarzu Łyczakowskim we Lwowie.

## Odznaczenia
- Złoty Krzyż Zasługi (1938)[8][1]
- Złota Odznaka Honorowa Ligi Obrony Powietrznej i Przeciwgazowej I stopnia[9][1]